# یوجین گائودیو
یوجین گائودیو (انگلیسی: Eugene Gaudio؛ ۳۱ دسامبر ۱۸۸۶ – ۱ اوت ۱۹۲۰) یک مدیر فیلم‌برداری اهل ایتالیا بود.